# FAB-9000
FAB-9000 (ryska: ФАБ-9000) är den tyngsta konventionella flygbomben som tillverkats i Sovjetunionen. Den användes i Afghansk-sovjetiska kriget och ingår fortfarande i Ryska flygvapnets arsenal, men i praktiken saknar den idag vapenbärare.

## Historik
I och med att Sovjetunionens flygvapen tog Tupolev Tu-95 och Mjasisjtjev M-4 i tjänst fick de bombflygplan med kapacitet att bära betydligt större bomblast än Tupolev Tu-4. Därmed fick de även möjlighet att bära en supertung bomb likt den brittiska Grand Slam för att slå ut väldigt djup liggande och väl fortifierade mål. Den första modellen FAB-9000-M50 drabbades också av samma problem som britterna upptäckte när de utvecklade Grand Slam; bomben sprack och splittrades vid nedslaget vilket gjorde att en stor del av sprängladdningen inte detonerade. Den förbättrade modellen FAB-9000-M54 fick därför tjockare skal och dessutom en krans runt nosen som ökade luftmotståndet och gjorde att bomben inte bröt igenom ljudvallen, något som även infördes på de mindre bomberna FAB-3000-M54 och FAB-1500-M54. Kransen minskade även risken för att bomben skulle rikoschettera om den träffade ett mål i spetsig anslagsvinkel.

## Användning
Den första gången FAB-9000 användes var dock inte av Sovjetunionen utan av Irak dit Sovjetunionen hade levererat 12 stycken Tupolev Tu-22. I februari 1986 flög tre irakiska Tu-22 i överljudsfart över Al-Faw öster om Basra och släppte var sin FAB-9000 mot de iranska styrkor som hade förskansat sig där. De iranska styrkorna drabbades av svåra förluster, men utvärderingen visade att bombernas verkan trots allt var mindre än förväntat.
Vintern 1988–1989 använde även Sovjetunionens flygvapen FAB-9000 mot Mujaheddin i Afghanistan. 251:a tunga gardesbombregementet släppte totalt 289 stycken FAB-9000 mot gruvorna i Ahmad-Shah i närheten av Jalalabad där gerillan hade gömt sig. Det förekommer även påståenden om att FAB-9000 skulle ha använts i första Tjetjenienkriget, men de bilder som skulle ha styrkt påståendet har visat sig vara av senare datum och är antagligen tagna vid ett ryskt övningsområde där utrangerade FAB-9000 destruerats genom sprängning.

### 2000-talet
Efter Sovjetunionens fall 1991 togs många av de tunga bombflygplanen ur tjänst och skrotades. Varken M-4, Tu-16 eller Tu-22 är kvar i tjänst. De Tupolev Tu-95 som är kvar i tjänst är av modellen Tu-95MS som bara har kryssningsrobotar som beväpning. Tupolev Tu-22M och Tupolev Tu-160 kan visserligen bära nio ton last, men bombens diameter är för stor för att den ska få plats i bombutrymmet. FAB-9000 saknar därför i praktiken vapenbärare. Tu-160 kan i stället beväpnas med den termobariska bomben ATBIP som är något mindre och lättare, men har avsevärt större sprängkraft, dock utan någon nämnvärd inträngningsförmåga.